# Galgo afegão
Galgo-afegão[Nota] (em afegão:, سگ تازی افغان) é uma raça canina originária do Afeganistão. Oriundo das montanhas dessa nação, chegou à Inglaterra em 1900, como cão de exposição. É considerado um animal caçador, de perseguição, embora seja popular como um glamuroso canino de competições de beleza. Em estudo realizado por Stanley Coren, é considerado o cão que menos responde aos comandos de obediência, ocupando com isso a última posição na publicação A Inteligência dos Cães ainda que seja uma das raças caninas mais antigas que se tem notícia.